# 789

## Události
- Karel Veliký nařídil izolaci malomocných

#### Probíhající události
- 772–804: Saské války

## Hlava státu
- Papež – Hadrián I. (772–795)
- Byzantská říše – Konstantin VI. (780–797)
- Franská říše – Karel I. Veliký (768–814)
- Anglie
  - Wessex – Beorhtric
  - Essex – Sigeric
  - Mercie – Offa (757–796)
  - Kent – Offa (785–796)
- První bulharská říše – Kardam